# Klaus Bondam
Klaus Bondam (Aakirkeby, 19 november 1963) is een Deense bestuurder en voormalig acteur, luisterboekinspreker en politicus.

## Biografie
Klaus Bondam werd geboren op het Deense Bornholm en verhuisde later met zijn familie naar Sjælland. Van 1988 tot 1992 schoolde hij zich in het Odense Teater als acteur, en in 1996 werd hij directeur van het Grønnegårds Teatret. In 2003 verruilde hij dit theater voor het Folketeatret. Twee jaar later gaf hij zijn baan op om zich op zijn politieke carrière te richten.
Bondam werd in 1997 lid van de sociaal-liberale partij Radikale Venstre en werd in 2001 gekozen in de gemeenteraad van Kopenhagen. In 2005 werd hij herkozen en benoemd tot wethouder van Techniek en Milieu, een functie die hij vier jaar bekleedde. In 2010 was hij nog een jaar wethouder van Werkgelegenheid en Integratie. In 2011 verliet Bondam de politiek om directeur te worden van het Danske Kulturinstitut in Brussel. In februari 2014 keerde hij terug naar Denemarken, waar hij directeur werd van de Deense Fietsersbond.
Bondam is getrouwd met de landschapsarchitect Jakob Kamp.

## Filmografie
- Festen (1998) - Ceremoniemeester
- Mimi og madammerne (1998) - Tweede politieagent
- Mifunes sidste sang (1999) - Priester
- Den eneste ene (1999) - Priester/ Vicaris
- Slip hestene løs (2000) - Advocaat
- Et rigtigt menneske (2001) - Ulrik
- Monas verden (2001) - Don J
- En kort en lang (2001) - Priester
- Lykkevej (2003) - Henrik
- Inkasso (2004) - Sune

### Tv-series
- Taxa, aflevering 5 (1997) - Beurshandelaar
- Lex og Klatten (1997) - Commentaarstem
- Edderkoppen (2000) - Gylling
- Skjulte spor, aflevering 5-6 (2000) - Simon
- Jul på Kronborg (adventskalender) (2000) - Burgemeester Karl Gustafsen
- Nikolaj og Julie, aflevering 20-21 (2003) - Theaterdirecteur
- Langt fra Las Vegas (2001-2003) - Niels Buckingham
- Rejseholdet, aflevering 31-32 (2003-2004) - Hagested, minister van Justitie
- Krøniken, aflevering 1-2 (2004) - Leraar Arne Dupont
- Klovn, seizoen 3, aflevering 8 (2006) - als zichzelf

### Tekenfilms
- Villa, Volvo & Vicki (2004) - Sven
- Den Grimme Ælling og Mig (2005) - Esmeralda
- Der var engang..., aflevering 3 en 15 (2004-2005) - Verschillende stemmen
- Helt vildt (2006) - Niller
- Rejsen til Saturn (2008) - Kurt Maj

## Prijzen
- 2000: Kaj Wiltons eregeld
- 2002: Jørgen Buckhøjs eregeld

- Gemeinsame Normdatei: 139535527
- International Standard Name Identifier: 0000 0000 7156 0778
- Virtual International Authority File: 101264484
- WorldCat: E39PBJrcmCRh4y4Pkt9FPq4KBP